# Ceyhanspor
Ceyhanspor ist ein türkischer Sportverein aus der Stadt Ceyhan in der Provinz Adana. Der Schwerpunkt des Vereins liegt auf Fußball und Basketball, er hat aber auch eine Volleyball- und eine Taekwondo-Abteilung.

## Fußball
Die Herren-Fußballmannschaft spielte von 1981 bis 1984 in der 2. Liga des Landes, momentan spielt der Verein in der Bölgesel Amatör Lig.
In der Saison 2013/14 belegte Ceyhanspor am Saisonschluss mit 64 Punkten den ersten Platz in der Gruppe 5 und qualifizierte sich für die Play-offs für die TFF 3. Lig. Dort scheiterte man jedoch an Niğde Belediyespor; das Spiel wurde deutlich mit 0:4 verloren.

## Basketball
Die Damen-Basketballmannschaft spielt in der ersten türkischen Liga.